# Хазерсвауде-Дорп
Хазерсва́уде-Дорп (нід. Hazerswoude-Dorp) — село в муніципалітеті Алфен-ан-ден-Рейн, провінція Південна Голландія, Нідерланди. Розташоване за 7 км на південний захід від адміністративного центру муніципалітету — міста Алфен-ан-ден-Рейн, у регіоні «Зелене серце» (нід. Groene Hart) — сільськогосподарському і відносно малонаселеному регіоні конурбації Рандстад.

## Історія
Точна дата виникнення села невідома, проте до 1281 року тут вже існувало поселення. Основним промислом мешканців було видобування торфу, що з часом спричинило заболочення земель і у XV столітті населення різко скоротилося через часткове затоплення території та відсутності землі, придатної для будівництва житла. З 1514 року почалося певне економічне зростання: почали розвиватися інші галузі, зокрема, ткацтво та вироблення сиру, а 1759 року навколишні землі осушили за допомогою вітряків.
До 2014 року село Хазерсвауде-Дорп входило до складу муніципалітету Рейнвауде, а з 1 січня 2014 року, разом з іншими поселеннями колишнього муніципалітету, було включене до складу громади Алфен-ан-ден-Рейн.

## Транспорт
Через село, з півночі на південь, пролягає автошлях N209. Також є місцеві автошляхи на захід, до хутора Вестейнде, та на схід, до хуторів Форвег і Де-Румер.
Через Хазерсвауде-Дорп проходять два міжміські автобусні маршрути:
- № 187 (в один бік — на Хазерсвауде-Рейндейк, Зутервауде-Рейндейк, Лейден, Угстгест, в інший — на Боскоп, Ваддінксвен, Гауду)[2]
- № 165 / 565 (в один бік — на Хазерсвауде-Рейндейк та Алфен-ан-ден-Рейн, в інший — на Бентхейзен і Зутермер)[3][4]

## Пам'ятки
На території села розташовані 22 національні пам'ятки. Серед них найцікавішими є:
- реформатська церква із дзвіницею, зведена 1646 року,
- вітряк Nieuw Leven, зведений у 1815 або 1816 році,
- будинок по вулиці Dorpsstraat, 66, зведений 1630 року (тут розташований Історичний музей Хазерсвауде),
- церква, зведена 1811 року архітектором Йоганном Петрусом Кюнкелем[nl]

## Галерея

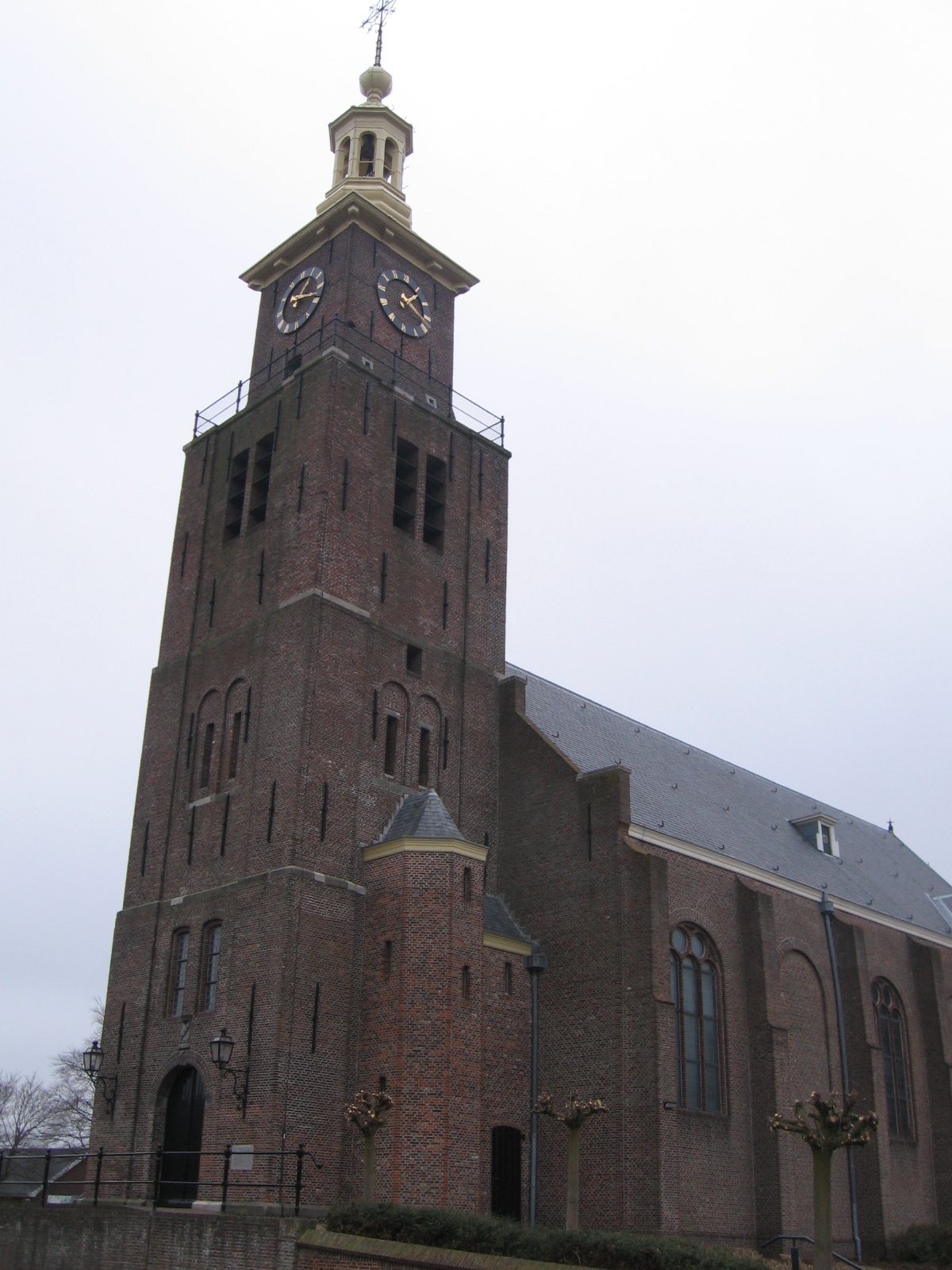
Церква 1646 року
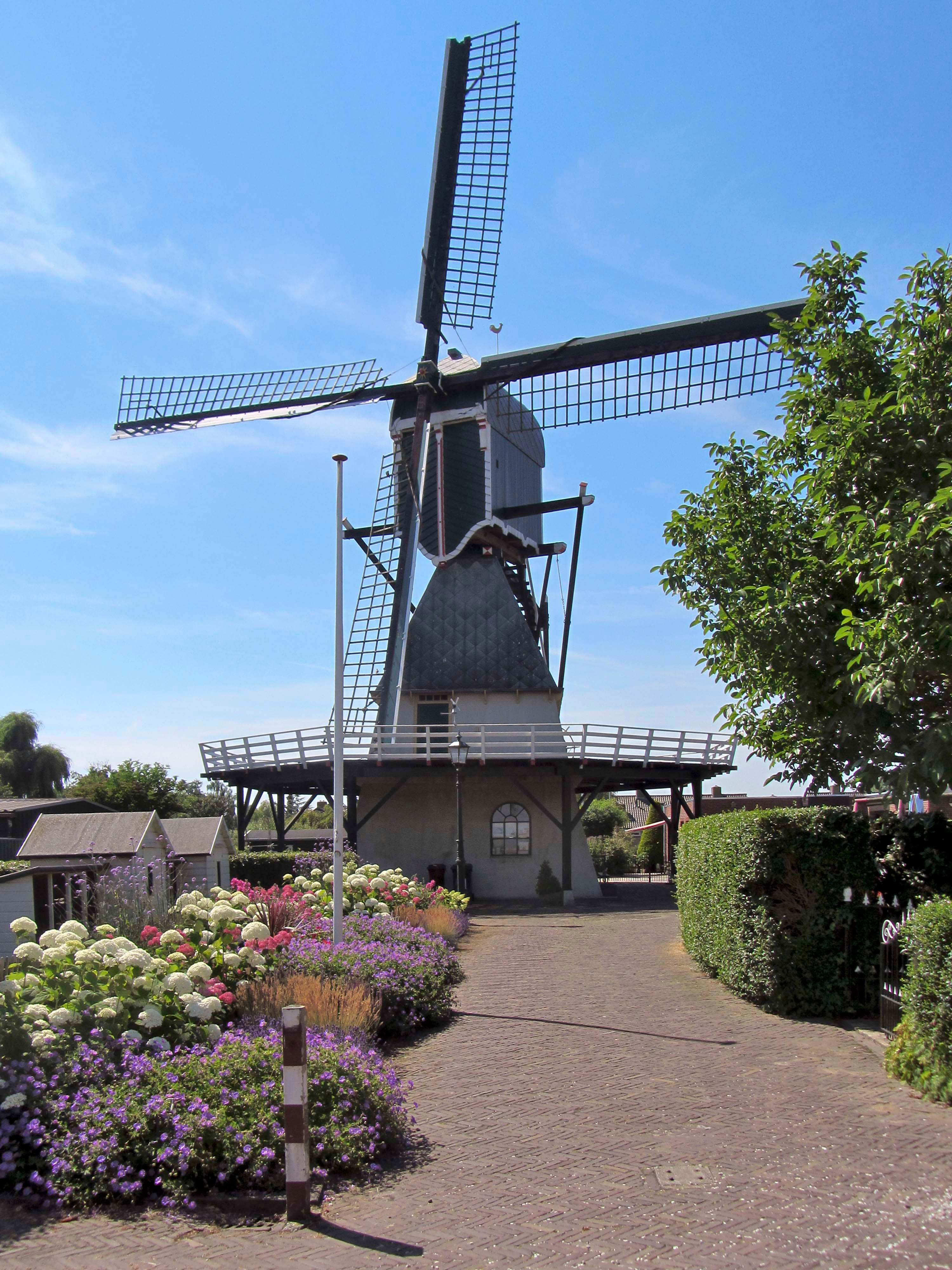
Вітряк Nieuw Leven
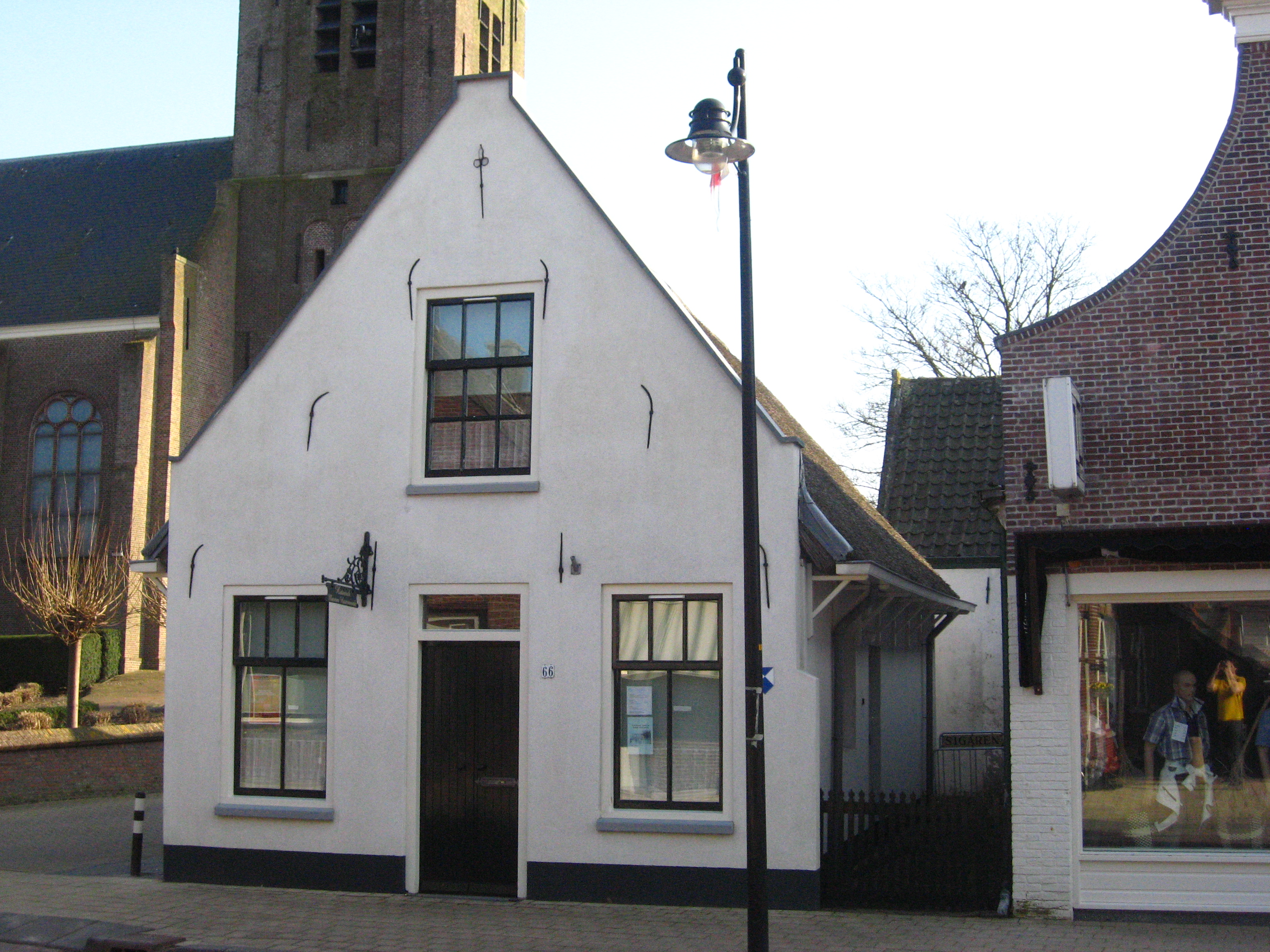
Будинок 1630 року, де розташований Історичний музей Хазерсвауде